# USS Philadelphia (CL-41)
Pour les autres navires du même nom, voir USS Philadelphia.
L’USS Philadelphia (CL-41) est un croiseur léger de classe Brooklyn de l'United States Navy. Il est le cinquième navire de la marine américaine à avoir été nommé d'après la ville de Philadelphie, en Pennsylvanie. 
La quille du Philadelphia est posée le 28 mai 1935 au Philadelphia Navy Yard. Lancé le 17 novembre 1936, il est inauguré par Mme George H. Earle, première dame de Pennsylvanie. Commissionné à Philadelphie le 23 septembre 1937, son commandement est confié au captain Jules James (en).
Vendu au début des années 1950 au Brésil, il est intégré dans la Marine brésilienne sous le nom d’Almirante Barroso jusqu'à son retrait en 1973.